# Tennengebirge
Tennengebirge er en bjerggruppe i de Nordlige Kalkalper i Alperne i den østrigske delstat Salzburg. Det er stærkt karstede og hulerige plateaubjerge med et omfang på omkring 60 km².
37 km² af Tennengebirge-plateauet befinder sig over 2.000 moh, og hele Tennengebirge har siden 1982 stået under naturbeskyttelse.
Tennengebirge afgrænses af følgende områder:
- Mod vest er Tennengebirge afgrænset af floden Salzach mod Hagengebirge, der er en del af Berchtesgaden Alperne. Her er i den nordlige ende Paß Lueg, der er Salzachs smalleste alpegennembrud
- Mod nord afgrænses bjerggruppen af Salzkammergutbjergene og mod nordøst af Lammer
- Mod øst af Dachsteingebirge gennem Lammertal til Lungötz
- Mod syd grænser Tennengebirge til en del af Salzburger Schieferalpen til højre for Salzach

## Bjergtoppe
De højeste bjergtoppe i Tennengebirge er Raucheck (2.430 moh) beliggende i den vestlige del af bjerggruppen samt Bleikogel (2.412 moh) i den østlige del. De højeste bjerge befinder sig i den sydlige del af plateauet, idet bjerggruppen falder i højden mod nord. Andre betydende bjergtoppe er:
| - Lehnender Stein (2.402 m) - Werfener Hochthron (2.363 m) - Fritzerkogel (2.360 m) - Streitmandl (2.360 m) - Schubbühel (2.334 m) - Tiroler Kogel (2.324 m) - Eiskogel](2.321 m) - Brietkogel (2.316 m) - Wieselstein (2.300 m) | - Sheiblingkogel (2.290 m) - Hochkogel (2.283 m) - Fieberhorn (2.278 m) - Tauernkogel (2.247 m) - Knallstein (2.234 m) - Hochkarfelderkopf (2.219 m) - Breitstein (2.161 m) - Tagweide (2.128 m) - Edelweißkogel (2.030 m) |  |

## Geologi
Tennengebirge er et karstlandskab, der hovedsagelig består af Dachsteinkalk, der står på en sokkel Ramsaudolomit. De sydlige forbjerge langs linjen Lungötz-Werfenweng-Werfen er en stærkt forskubbet zone af Werfener lag fra nedre Trias og dolomit fra mellem trias som benævnes Werfen-St.Martiner Schuppenzone, og som geologisk regnes til skifferalperne.
Karstlandskabet har dannet mange huler i Tennengebrige, hvoraf de kendteste er de ca. 42 km lange Eisriesenwelt ved Werfen, der er verdens største ishule og er tilgængelig for turister. Andre kendte huler er Brunneckerhöhle ved Paß Lueg, Winnerfallhöhle ved Oberscheffau og Trickelhöhle ved Abtenau. Disse huler er aktive vandhuler, der bl.a. ved sneafsmeltningen bliver fyldt med vand.
Tennengebirge er forskningsområde for Salzburgs landsforening for huleforskning. Der findes fortsat nye huler i området, mens gamle huler fortsat udforskes.